# 황인검
황인검(黃仁儉, 1711년 ~ 1765년)은 조선의 문신이다. 본관은 창원(昌原)이며 이조판서 황흠(黃欽)의 증손이다.

## 생애
1747년 문과에 급제하여 1748년에 겸설서, 정언, 지평, 겸문학, 정언, 부교리, 헌납을 거쳐 1755년에 암행어사를 하다가 부수찬을 거쳐 바로 1756년에 동부승지로 임명되어 당상관으로 승진하였다. 대사간, 승지, 부제학, 이조참의, 형조참판, 대사헌을 거쳐 경상도관찰사가 되고 대사간과 우유선, 겸유선을 거쳐 승지, 이조참판으로 우부빈객을 겸한 뒤 예조참판으로 동지뎡연사를 겸하였다. 형조판서, 이조판서를 지내고, 홍문관제학에 이르렀다.